# UAE Team Emirates-XRG/2025
Deze pagina geeft een overzicht van de UCI World Tour wielerploeg UAE Team Emirates-XRG in 2025.

## Algemeen
Teammanager: Mauro Gianetti
Ploegleiders: Fabio Baldato, Jose Antonio Fernandez, Roberto San Emeterio Garcia, Fabrizio Guidi, Andrej Hauptman, Marco Marcato, Tomas Aurelio Gil Martinez, Marco Marzano, Yousif Mirza, Manuele Mori, Giacomo Notari, Simone Pedrazzini, Jan Polanc, Bruno Vicino
Fietsen: Colnago
Kleding: Pissei

## Renners
| Naam                 | Geboortedatum | Nationaliteit       | Ploeg 2024              |
| -------------------- | ------------- | ------------------- | ----------------------- |
| João Almeida         | 05-08-1998    | Portugal            |                         |
| Igor Arrieta         | 08-12-2002    | Spanje              |                         |
| Juan Ayuso           | 16-09-2002    | Spanje              |                         |
| Filippo Baroncini    | 26-08-2000    | Italië              |                         |
| Mikkel Bjerg         | 03-11-1998    | Denemarken          |                         |
| Jan Christen         | 26-06-2004    | Zwitserland         |                         |
| Alessandro Covi      | 28-09-1998    | Italië              |                         |
| Isaac del Toro       | 27-11-2003    | Mexico              |                         |
| Felix Großschartner  | 23-12-1993    | Oostenrijk          |                         |
| Rune Herregodts      | 27-07-1998    | België              | Intermarché-Wanty       |
| Julius Johansen      | 13-09-1999    | Denemarken          | Sabgal / Anicolor       |
| Vegard Stake Laengen | 07-02-1989    | Noorwegen           |                         |
| Rafał Majka          | 12-09-1989    | Polen               |                         |
| Brandon McNulty      | 02-04-1998    | Verenigde Staten    |                         |
| Sebastián Molano     | 04-11-1994    | Colombia            |                         |
| António Morgado      | 28-01-2004    | Portugal            |                         |
| Jhonatan Narváez     | 04-03-1997    | Ecuador             | INEOS Grenadiers        |
| Domen Novak          | 12-07-1995    | Slovenië            |                         |
| Ivo Oliveira         | 05-09-1996    | Portugal            |                         |
| Rui Oliveira         | 05-09-1996    | Portugal            |                         |
| Tadej Pogačar        | 21-09-1998    | Slovenië            |                         |
| Nils Politt          | 06-03-1994    | Duitsland           |                         |
| Pavel Sivakov        | 11-07-1997    | Frankrijk           |                         |
| Marc Soler           | 22-11-1993    | Spanje              |                         |
| Pablo Torres         | 10-11-2005    | Spanje              | UAE Team Emirates Gen Z |
| Florian Vermeersch   | 12-03-1999    | België              | Lotto Dstny             |
| Jay Vine             | 16-11-1995    | Australië           |                         |
| Tim Wellens          | 10-05-1991    | België              |                         |
| Adam Yates           | 01-08-1992    | Verenigd Koninkrijk |                         |

### Vertrokken
| Naam              | Geboortedatum | Nationaliteit | Ploeg 2025              |
| ----------------- | ------------- | ------------- | ----------------------- |
| Sjoerd Bax        | 06-01-1996    | Nederland     | Q36.5 Pro Cycling Team  |
| Finn Fisher-Black | 21-12-2001    | Nieuw-Zeeland | Red Bull-BORA-hansgrohe |
| Marc Hirschi      | 24-08-1998    | Zwitserland   | Tudor Pro Cycling Team  |
| Álvaro Hodeg      | 16-09-1996    | Colombia      | Team Medellín-EPM       |
| Diego Ulissi      | 15-07-1989    | Italië        | Astana Qazaqstan        |
| Michael Vink      | 22-11-1991    | Nieuw-Zeeland | gestopt                 |

## Overwinningen
| Nationale kampioenschappen wielrennen België - wegrit: Tim Wellens Ecuador - wegrit: Jhonatan Narváez Oostenrijk - tijdrit: Felix Großschartner Polen - wegrit: Rafał Majka Portugal - tijdrit: António Morgado Portugal - wegrit: Ivo Oliveira Grote Prijs Castellón António Morgado Tour Down Under 5e etappe: Jhonatan Narváez Eindklassement: Jhonatan Narváez Trofeo Calvià Jan Christen Ronde van Oman Eindklassement: Adam Yates Figueira Champions Classic António Morgado Ronde van de Verenigde Arabische Emiraten 3e etappe: Tadej Pogačar 7e etappe: Tadej Pogačar Eindklassement: Tadej Pogačar Ronde van de Algarve 2e etappe: Jan Christen Ploegenklassement: *1) Ruta del Sol Eindklassement: Pavel Sivakov Drôme Classic Juan Ayuso Trofeo Laigueglia Juan Ayuso Strade Bianche Tadej Pogačar Parijs-Nice 4e etappe: João Almeida Tirreno-Adriatico 6e etappe: Juan Ayuso Eindklassement: Juan Ayuso Jongerenklassement: Juan Ayuso Ploegenklassement: *2) Milaan-Turijn Isaac del Toro Classic Brugge-De Panne Sebastián Molano Ronde van Catalonië 3e etappe: Juan Ayuso Jongerenklassement: Juan Ayuso Internationale Wielerweek 3e etappe: Jay Vine 5e etappe: Jay Vine Puntenklassement: Jay Vine Jongerenklassement: Igor Arrieta Ploegenklassement: *3) Ronde van Vlaanderen Tadej Pogačar | Ronde van het Baskenland 4e etappe: João Almeida 6e etappe: João Almeida Eindklassement: João Almeida Puntenklassement: João Almeida Jongerenklassement: Isaac del Toro Ronde van de Abruzzen 1e etappe: Alessandro Covi 2e etappe: Ivo Oliveira 4e etappe: Ivo Oliveira Jongerenklassement: Pablo Torres Waalse Pijl Tadej Pogačar Ronde van Asturië 3e etappe: Alessandro Covi 4e etappe: Marc Soler Eindklassement: Marc Soler Puntenklassement: Marc Soler Bergklassement: Marc Soler Ploegenklassement: *4) Luik-Bastenaken-Luik Tadej Pogačar Ronde van Romandië 3e etappe: Jay Vine Eindklassement: João Almeida Puntenklassement: Jay Vine Ploegenklassement: *5) Ronde van Italië 7e etappe: Juan Ayuso 17e etappe: Isaac del Toro Jongerenklassement: Isaac del Toro Ploegenklassement: *6) Ronde van Hongarije 5e etappe: Sebastián Molano Ronde van Slovenië 5e etappe: Ivo Oliveira Critérium du Dauphiné 1e etappe: Tadej Pogačar 6e etappe: Tadej Pogačar 7e etappe: Tadej Pogačar Eindklassement: Tadej Pogačar Puntenklassement: Tadej Pogačar Ronde van Zwitserland 4e etappe: João Almeida 7e etappe: João Almeida 8e etappe (ITT): João Almeida Eindklassement: João Almeida Puntenklassement: João Almeida Ronde van België Eindklassement: Filippo Baroncini Puntenklassement: Sebastián Molano | Ronde van Oostenrijk 1e etappe: Felix Großschartner 2e etappe: Isaac del Toro 3e etappe: Isaac del Toro 4e etappe: Isaac del Toro Eindklassement: Isaac del Toro Puntenklassement: Isaac del Toro Jongerenklassement: Isaac del Toro Ploegenklassement: *7) Clásica Terres de l'Ebre Isaac del Toro Ronde van Frankrijk 4e etappe: Tadej Pogačar 7e etappe: Tadej Pogačar 12e etappe: Tadej Pogačar 13e etappe: Tadej Pogačar 15e etappe: Tim Wellens Eindklassement: Tadej Pogačar Bergklassement: Tadej Pogačar Prueba Villafranca de Ordizia Igor Arrieta Circuito de Getxo Isaac del Toro Ronde van Burgos Eindklassement: Isaac del Toro Jongerenklassement: Isaac del Toro Ronde van Polen 7e etappe (ITT): Brandon McNulty Eindklassement: Brandon McNulty Ploegenklassement: *8) |

*1) Ploeg Ronde van de Algarve: Almeida, Christen, Großschartner, Morgado, I.Oliveira, R.Oliveira, Politt
*2) Ploeg Tirreno-Adriatico: Ayuso, Großschartner, Majka, Novak, R. Oliveira, del Toro, Yates
*3) Ploeg Internationale Wielerweek: Arrieta, Covi, Fabries, Majka, I. Oliveira, Sambinello, Vine
*4) Ploeg Ronde van Asturië: Covi, Jasim, Johansen, Morgado, Pericas, Sambinello, Soler
*5) Ploeg Ronde van Romandië: Almeida, Christen, Großschartner, Herregodts, I.Oliveira, Torres, Vine
*6) Ploeg Ronde van Italië: Ayuso, Arrieta, Baroncini, Del Toro, Majka, McNulty, Vine, Yates
*7) Ploeg Ronde van Oostenrijk: Baroncini, Covi, Del Toro, Großschartner, Johansen, Majka, Vermeersch
*8) Ploeg Ronde van Polen: Baroncini, Christen, Johansen, Laengen, Majka, McNulty, Vermeersch
Mannen:1991 · 1992 · 1993 · 1994 · 1995 · 1996 · 1997-1998 · 1999 · 2000 · 2001 · 2002 · 2003 · 2004 · 2005 · 2006 · 2007 · 2008 · 2009 · 2010 · 2011 · 2012 · 2013 · 2014 · 2015 · 2016 · 2017 · 2018 · 2019 · 2020 · 2021 · 2022 · 2023 · 2024 · 2025
Vrouwen:2022 · 2023 · 2024 · 2025
Alpecin-Deceuninck · Arkéa-B&B Hotels · Bahrain Victorious · Cofidis · Decathlon AG2R La Mondiale Team · EF Education-EasyPost · Groupama-FDJ · INEOS Grenadiers · Intermarché-Wanty · Lidl-Trek · Movistar Team · Red Bull-BORA-hansgrohe · Soudal Quick-Step · Jayco AlUla · Team Picnic PostNL · UAE Team Emirates-XRG · Visma-Lease a Bike · XDS Astana Team